# 天才向前衝
《天才向前衝》是台灣中華電視公司（華視）綜藝節目，2004年3月26日開播，2006年5月5日停播，製作單位是金是傳播，製作人是黃義雄，首播時間為每星期五21:00，節目口號是：「《天才向前衝》，衝啊！」 ，其前身是2003年5月23日開播的華視綜藝節目《天才GO GO GO》，2004年3月26日《天才GO GO GO》改版為《天才向前衝》，2006年5月12日起《天才向前衝》改版為《天才衝衝衝》。

## 歷任主持人
| 任期   | 日期                         | 主持人               | 備註                   |
| ------ | ---------------------------- | -------------------- | ---------------------- |
| 第一任 | 2004年3月26日～2004年8月20日 | 吳宗憲               |                        |
| 第二任 | 2004年8月27日～2005年7月29日 | 吳宗憲、艾莉絲、小嫻 | 艾莉絲、小嫻加入主持   |
| 第三任 | 2005年8月5日～2006年5月5日   | 陽帆、艾莉絲、小嫻   | 吳宗憲請辭，由陽帆接任 |

## 節目單元
〈嚕啦啦〉
現場擺放若個水桶，一字排開，其中只有一個水桶裝的是彩色紙片，其他水桶裝的是清水。每集分為若干輪，每一輪安排一位「霹靂澆娃」 上場。在每一輪中，參賽者輪流舉起自己選定的水桶，一人只能選一桶，讓該輪的霹靂澆娃猜哪一個水桶裝的是紙片。由於霹靂澆娃與參賽者的位置之間有一段距離，霹靂澆娃無法窺視水桶內裝的是什麼。霹靂澆娃可以指定其中幾位參賽者舉起水桶，觀察參賽者舉起水桶時的表情與肢體動作；參賽者必須儘量發揮自己的演技，誤導霹靂澆娃，以增加霹靂澆娃猜錯的機率。參賽者舉起水桶時，電子琴伴奏樂師彈奏歌曲〈嚕啦啦〉副歌。霹靂澆娃決定了自己的答案以後，參賽者就把水桶裡的水或紙片全部潑在霹靂澆娃身上。若潑灑的是紙片，則霹靂澆娃猜對，參賽者被扣一分；若潑灑的是水，則霹靂澆娃猜錯，霹靂澆娃被潑濕全身。
〈看見黑影就開砲〉
承襲自《天才GO GO GO》的同類單元〈看見黑影就開槍〉。本單元的名稱原本也要使用〈看見黑影就開槍〉，但因節目開播前不久發生319槍擊案，為避免負面影響而將「開槍」改為「開砲」。
本單元每集邀請一位或一組來賓唱「歪歌」（在該單元中被稱為「掰歌」），製作單位公開徵求歪歌歌詞，預先挑選幾首改詞功力較好的歪歌給來賓唱。在每一首歪歌中，會有若干句的歌詞是投稿者修改的歌詞，這些歌詞就是錯誤所在。全體參賽者一邊聽歪歌，一邊找出歌詞中的錯誤。參賽者發現某句歌詞有錯誤時，必須立刻按下座位旁的按鈕搶答，使自己身旁的砲管噴乾冰，主持人就會請參賽者答題。先按鈕者，優先答題。參賽者答題時，必須把該句歌詞改成正確的歌詞，並完整唱出正確的歌詞。答對最多次者，即是該集的優勝者。
〈腦彎急轉筋〉
腦筋急轉彎猜謎單元。每集播放數段不特定藝人主演的短片，讓參賽者猜成語。
〈天才大變身〉
每集展示三幅海報展示一位藝人喬裝後的模樣，全身、半身、特寫各一幅，讓參賽者猜這位藝人究竟是誰。揭曉答案時，這位藝人會親自蒞臨現場，並接受主持人的訪問。訪問結束後，會播放變裝過程的部分片段，片尾會並列「變裝前」與「變裝後」的照片以供對照。
〈天才二選一〉
每集邀請兩位奇人，代號分別為A與B，來給參賽者猜誰說的是真的。揭曉答案時，吳宗憲喊口號：「天才二選一，到底是A還是B？請、選、擇！」
| 臺灣 華視主頻 每週五 22:00 - 23:30             | 臺灣 華視主頻 每週五 22:00 - 23:30                                           | 臺灣 華視主頻 每週五 22:00 - 23:30 |
| ---------------------------------------------- | ---------------------------------------------------------------------------- | ---------------------------------- |
|                                                | 天才向前衝 （2004年3月26日 - 2006年5月5日）                                  |                                    |
| 天才GO GO GO （2003年5月23日 - 2004年3月19日） | 天才衝衝衝 （2006年5月12日 - 2007年7月27日） ※註：2007/8/4起，改為每週六播出 |                                    |